# Rock Galicja 82 live LP
Rock Galicja 82 live LP – oficjalny bootleg grupy Dezerter nagrany na koncercie w Rzeszowie 24 listopada 1982 roku w trakcie koncertu w cyklu Rock Galicja, wydany na winylowym LP w 2021 roku przez wydawnictwo Pasażer Records w nakładzie 300 egzemplarzy. Cały nakład sprzedał się w ciągu kilkunastu godzin.
Żeby nie było nieporozumień. To jest koncert nagrany „z powietrza”, jakość nagrania nie spełnia ŻADNYCH współczesnych standartów, ale ma potężną wartość historyczną i – nie bójmy się tego słowa – sentymentalną :). Wychowani na brzmieniu starej stilonki to zrozumieją, resztę ostrzegamy żeby sobie ktoś krzywdy nie zrobił. Stąd też taka a nie inna forma – tylko 300 sztuk na czarnym winylu, bez szerokiej dystrybucji. Każdy egzemplarz ręcznie numerowany od 1 do 300.

## Lista utworów
Strona A:
1. „Salvador”
2. „Poroniona generacja”
3. „Fabryka”
4. „Szpanerzy”
5. „Milionerzy”

Strona B:
1. „Szmata”
2. „Atomowa śmierć”
3. „Szara rzeczywistość”
4. „Burdel”
5. „Nie płacz Zbyszek”
6. „Nienawiść i wojna”

## Twórcy
- Robert „Robal” Matera – gitara, śpiew,
- Krzysztof Grabowski – perkusja,
- Dariusz "Stepa" Stepnowski – gitara basowa,
- Dariusz "Skandal Hajn - śpiew